# Blepharomastix paracausta
Blepharomastix paracausta is een vlinder uit de familie van de grasmotten (Crambidae), uit de onderfamilie van de Spilomelinae. De wetenschappelijke naam van deze soort is voor het eerst gepubliceerd in 1934 door Edward Meyrick.
De soort komt voor op de Solomoneilanden en is ontdekt op het eiland Tulagi.